# Domenico Li Muli
Domenico Li Muli (Trapani, 8 luglio 1902 – Trapani, 8 marzo 2003) è stato uno scultore e pittore italiano che ha operato per tutto il XX secolo.

## Biografia

### Le origini familiari e il primo periodo artistico a Palermo

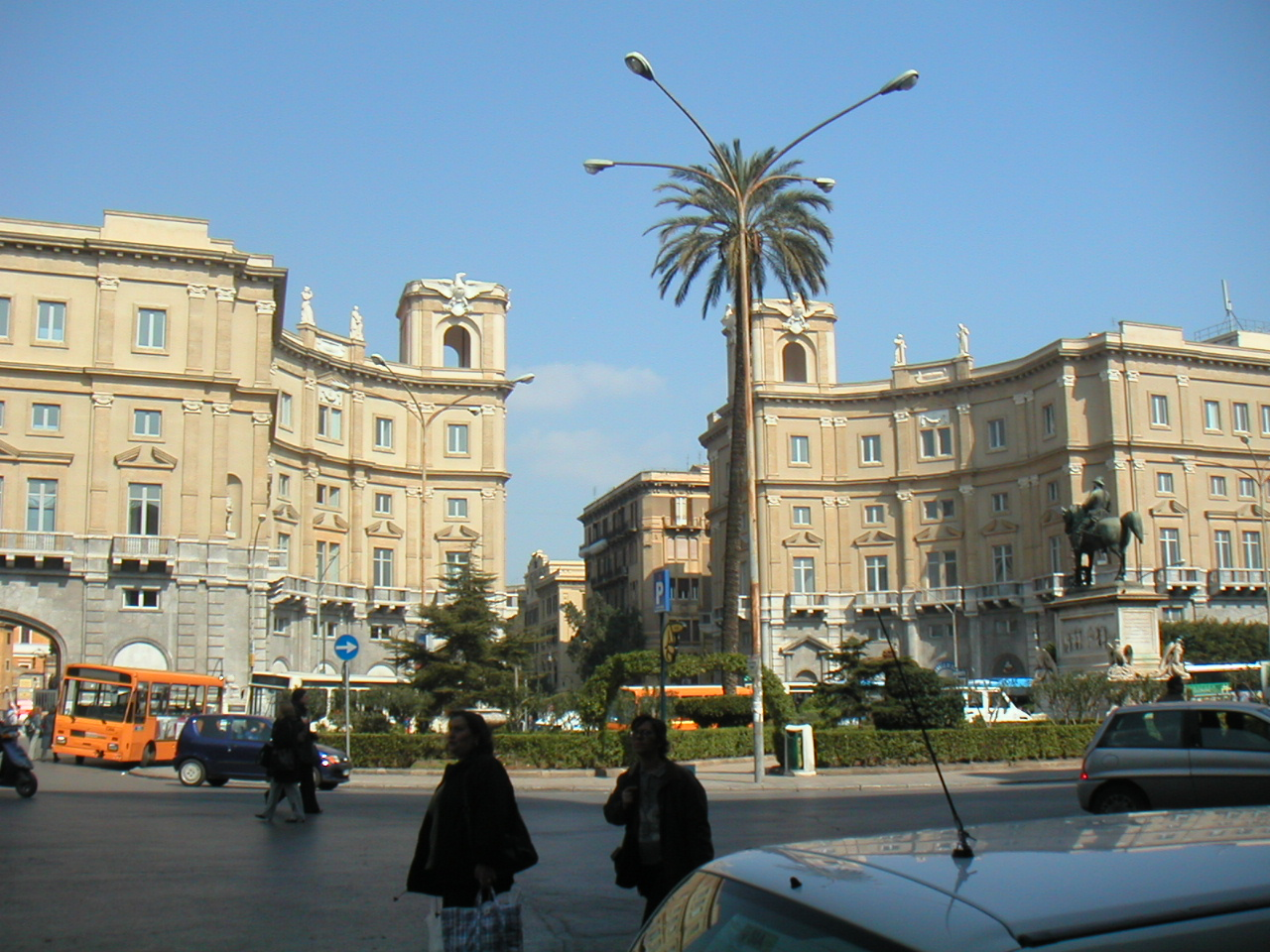
sul palazzo di destra, la prima statua a sinistra è l'"Architetto Normanno"

Nasce casualmente a Trapani da famiglia originaria di Palermo trasferitasi lì poiché il padre gestiva una fonderia. Cresce a Palermo dove compie gli studi classici. Nel 1929 si diploma alla Reale Accademia di Belle Arti di Palermo. Inizia subito a lavorare con committenze di monumenti funebri al cimitero vecchio di Palermo e a quello di Balestrate, nel 1931 il monumento ai caduti di Ventimiglia di Sicilia e sul finire degli anni ’30 crea, per la facciata del Palazzo dell'Aeronautica all'ingresso monumentale di via Roma a Palermo, l’” Architetto Normanno”, statua fortemente intrisa di elementi neoquattrocenteschi con agganci al linguaggio novecentista di Felice Casorati.
Nel 1932 organizza nel ridotto del Teatro Massimo di Palermo, assieme a Giovanni Barbera e Topazia Alliata, una “Mostra di dieci artisti siciliani". L'anno successivo, nel Dicembre 1933. organizza un'altra ampia e animata mostra, sempre a Palermo e sempre di artisti siciliani, battezzata maliziosamente "la Mostra dei venti", per un certo venticello anticonformista che vi spirava. In questa occasione avvenne l'incontro ufficiale di Renato Guttuso, giovane pittore anticonformista, con l'intero gruppo antifascista siciliano.
Domenico Li Muli diventa così l'organizatore di numerosi e fervidi cenacoli palermitani dove i giovani artisti siciliani entrano in dimestichezza non solo con l'arte che sposano ma con tutte le arti sorelle.

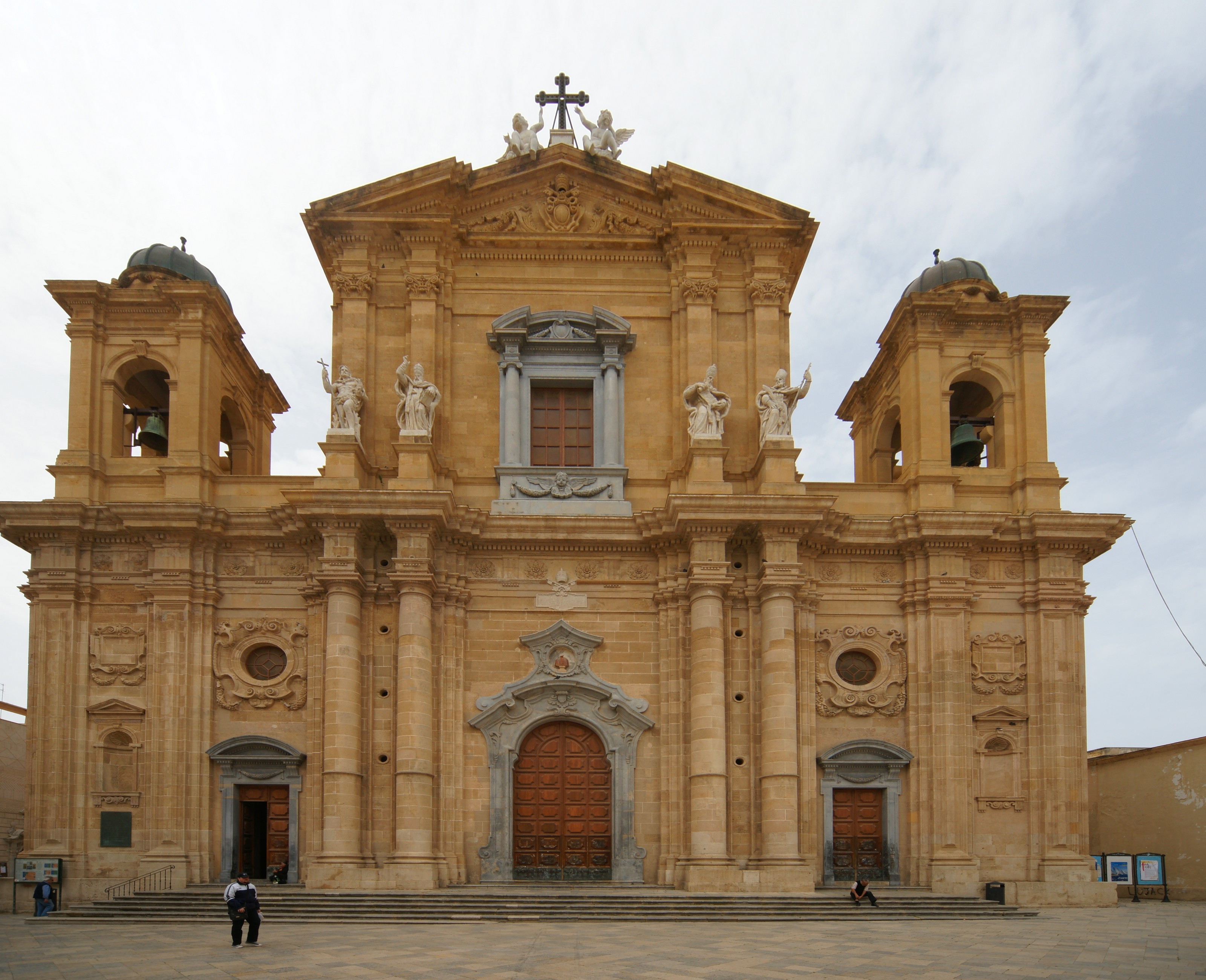
Duomo di Marsala

### Il trasferimento a Trapani
Nel 1938 si sposa con Maria Crupi, molto più giovane di lui, e si trasferisce a Trapani per occupare la cattedra di disegno nelle scuole medie della città. Negli anni seguenti partecipa attivamente alla vita intellettuale della città; tra l’altro rifonda L’Associazione Amici della Musica, tuttora attiva.
Nel 1944 il Ritratto del colonnello Thomas, comandante della guarnigione americana, gli dà grande notorietà e gli procure numerose importanti commissioni tra cui le statue per la facciata della Chiesa Madre di Marsala (San Giovanni Battista, San Tommaso Becket Vescovo di Canterbury, Papa Leone Magno, Papa Gregorio Magno e gli angeli) e per la Villa Comunale di Trapani il busto di Vincenzo Bellini e il “piccolo pescatore” dello stagno.

### La Fontana del Tritone

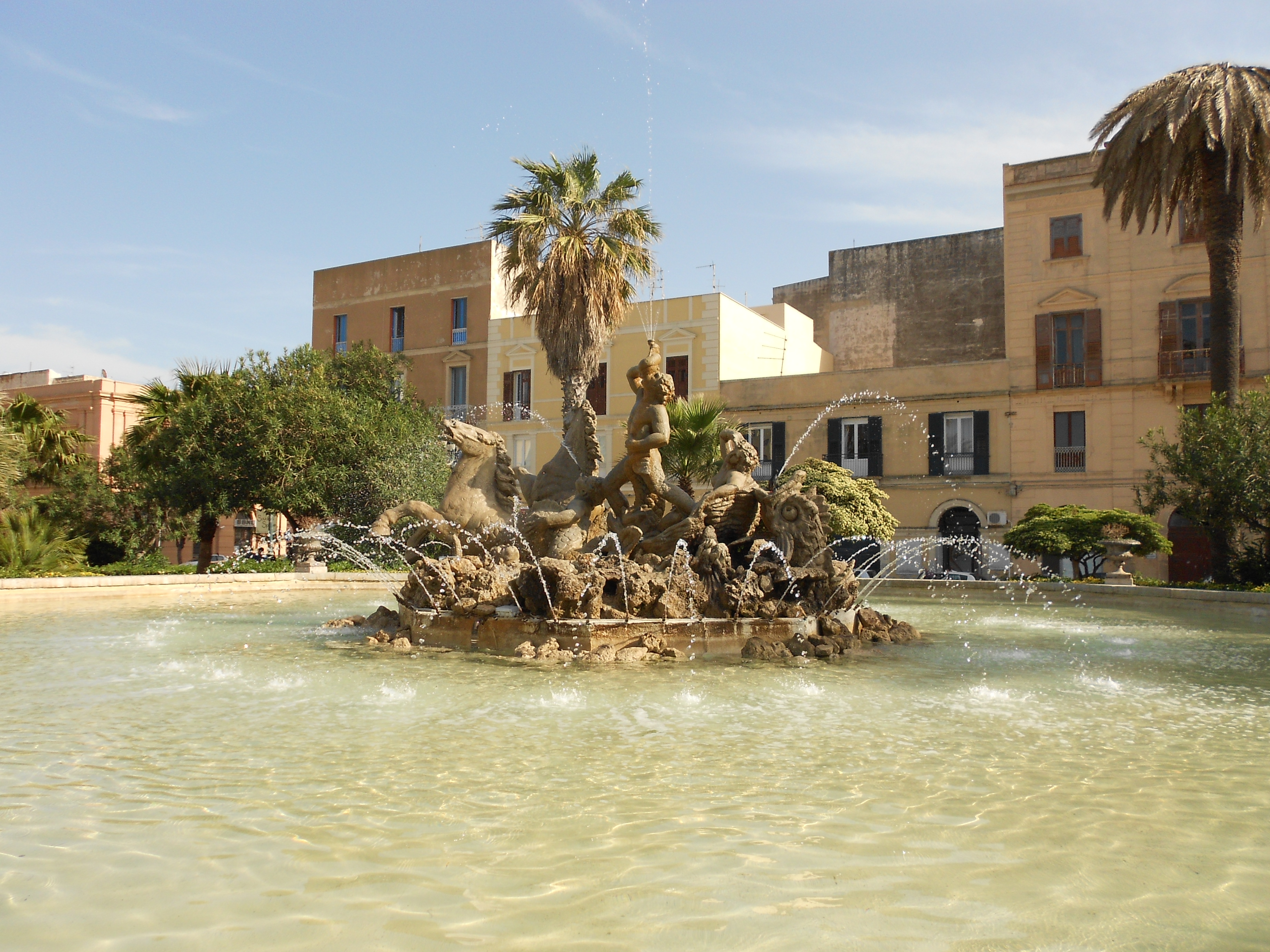
Fontana del Tritone

Nel biennio 1950-1950, lavora alla realizzazione della imponente scultura da porre al centro della vasca di Piazza Vittorio a Trapani, costruita a pezzi, in cemento, in un cantiere posto nell'attigua villa comunale, fu assemblata poi all’interno della vasca e collegata ad un complesso sistema di tubi per i giochi d'acqua ottenuti con 92 getti. Fu inaugurata i primi di novembre del 1951.
Il gruppo raffigura una scena mitologica che il maestro avrebbe voluto chiamare “Le Naiadi”, ma che si affermò tra i cittadini come “Il Tritone”, benché non rappresentato come nella mitologia mezzo uomo e mezzo pesce. Infatti Li Muli, per celebrare colui che rapirà le leggiadre figlie di Zeus, lo rappresentò uomo in tutti gli effetti, anche con la parte inferiore del tronco “quella più adatta a giustificare il rapimento di una donna”.
Il grande successo dell’opera, ancora oggi simbolo della città, regala al Li Muli grande notorietà e l’affetto di tutti i cittadini e, per la sua ecletticità, diventa il simbolo dell’artista vivente

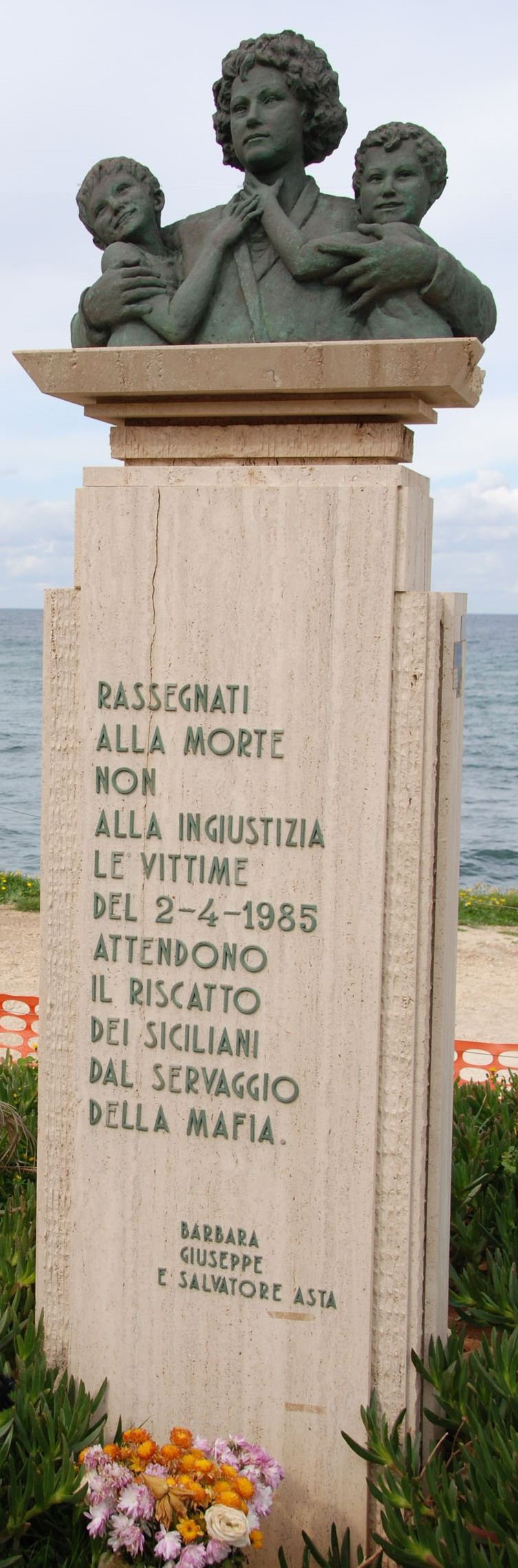
La stele in memoria delle vittime della Strage di Pizzolungo

### La vicenda del "mistero" rifiutato
Nel 1950 le maestranze, che gestiscono la “Processione dei Misteri” del Venerdì Santo, gli affidano la ricostruzione di due gruppi andati in frantumi a seguito dei bombardamenti del 1943. Il 6º gruppo “Gesù dinnanzi a Hanna” fu riportato con cura paziente ed esperta quasi al
primitivo stato. Nell'edizione del 1951, ritornò in processione anche il secondo gruppo restaurato, il 15º “la Sollevazione della Croce”, con alcune diversità rispetto all'opera andata distrutta; infatti Li Muli aggiunse un soldato romano e tolse la figura del tribuno e di un servo. La nuova Sollevazione, benché apprezzata da alcuni critici, non piacque però ai trapanesi per la poca omogeneità con i restanti gruppi. Fu pertanto necessario che il prof Domenico Li Muli rifacesse il "mistero", finalmente presentato nella processione del 1956. Essa fu accettata dai trapanesi e poté far parte definitivamente della Sacra rappresentazione del Venerdì Santo.
Il gruppo rifiutato, per anni abbandonato, e oggi esposto al Museo della Vicaria, a pochi passi dalla Chiesa del Purgatorio, che ospita tutti i sacri gruppi.

### La tarda età
Nei quarant'anni di insegnamento nelle scuole ricoprì la cattedra di professore di disegno presso l'Istituto Magistrale "R. Salvo", il Collegio dei Salesiano, il Liceo Classico "L. Ximenes", il Liceo Scientifico "V. Fardella", il Seminario Diocesano. Fu fondatore e direttore dell'Istituto Arti e Mestieri di Trapani. Dal 1972 al 1978 fu Conservatore onorario del Museo Regionale A. Pepoli.
Nei primi anni '60 realizzò le 8 statue bronzee poste sulle colonne del baldacchino della Basilica dell'Annunziata a Trapani.
La sua ultima scultura pubblica risale al 1986, all'età di 84 anni, la stele di Pizzolungo, in ricordo della strage del 2 Aprile 1985: raffigura le tre vittime, la mamma che abbraccia i suoi due figli (Barbara Rizzo e i gemellini Asta).
Si spegne l'8 Marzo 2003 nella casa di riposo "Serraino Vulpitta" a Trapani.
È sepolto nel cimitero di Trapani.

## Opere (selezione)
- 1931 - Monumento ai caduti, Ventimiglia di Sicilia (PA)
- anni '30 – Morte di San Giuseppe, Cimitero di Balestrate (PA)
- 1936 – L’Architetto Normanno, Palazzo dell’Aeronautica, Palermo
- fine anni ’30 – Figura muliebre (o Afrodite), bassorilievo in marmo, Museo Regionale Pepoli, Trapani
- 1944 – Ritratto del col. Thomas
- 1946 – Adamo ed Eva cacciati dal Paradiso Terrestre, Sagrestia Chiesa di San Pietro, Trapani
- 1950 – San Giovanni Battista, San Tommaso Becket Vescovo di Canterbury, Papa Leone Magno, Papa Gregorio Magno e due Angeli, Chiesa Madre di Marsala (TP)
- 1950 - Monumento funebre a mons. Filippo Iacolino, Cattedrale di San Lorenzo, Trapani
- 1951 – Gruppo del Tritone, Piazza Vittorio, Trapani
- 1951 – La sollevazione della Croce, sacro gruppo del Misteri, Trapani
- 1952 – Il piccolo pescatore, laghetto della Villa Margherita, Trapani
- 1952 – Busto di Vincenzo Bellini, Villa Margherita, Trapani
- 1962 – Le otto statue bronzee del baldacchino, Santuario dell’Annunziata, Trapani
- anni '60 – La lotta fra il Bene e il Male, Istituto Serraino Vulpitta, Trapani
- 1972 – Niccolò Rodolico, busto in bronzo, Biblioteca Fardelliana, Trapani
- 1985 – Guido Guida, busto in bronzo, Istituto Nautico, Trapani
- 1986 – Stele di Pizzolungo, Erice (TP)